# 沃德鎮區 (愛荷華州克拉克縣)
沃德鎮區（英語：Ward Township）是位於美國愛荷華州克拉克縣的一個行政鎮區。

## 地方資料
根據2010年美國人口普查的數據，沃德鎮區的面積為85.27平方千米，當中陸地面積為84.88平方千米，而水域面積為0.39平方千米。當地共有人口228人，而人口密度為每平方千米2.67人。